# Scaptodrosophila novamaculosa
Scaptodrosophila novamaculosa är en tvåvingeart som först beskrevs av Mather 1956.  Scaptodrosophila novamaculosa ingår i släktet Scaptodrosophila och familjen daggflugor. Inga underarter finns listade i Catalogue of Life.